# Mersuay
Mersuay é uma comuna francesa na região administrativa de Borgonha-Franco-Condado, no departamento de Alto Sona. Estende-se por uma área de 11,75 km². Em 2010 a comuna tinha 292 habitantes (densidade: 24,9 hab./km²).